# Almeirim (Portugal)
Almeirim ist eine Stadt in der portugiesischen Region Ribatejo. Sie ist im Land als Hauptstadt der Steinsuppe (Sopa da Pedra) bekannt, eine überregional beliebte Spezialität.

## Geschichte
Funde belegen eine Besiedlung seit der Altsteinzeit, besonders zahlreich sind im Kreis Ausgrabungen aus der Eisenzeit. Während der römischen Eroberung im 2. Jahrhundert v. Chr. lagerte Decimus Iunius Brutus Callaicus hier, im Zusammenhang mit seiner Überquerung des Tejo bei Santarém. Die Römer betrieben hier im Anschluss Viehzucht und bauten insbesondere Getreide und Oliven an. Die Römerstraße von Olisipo (heute Lissabon) nach Emerita Augusta (heute Mérida) verlief hier. Nach der Eroberung der römischen Lusitania durch germanische Stämme ab 5. Jahrhundert verliert sich die Spur des Ortes weitgehend.
Das heutige Almerim entstand im 15. Jahrhundert, im Jahr 1411. So ließ König D. João I. zwischen 1411 und 1423 den königlichen Palast und die ersten Wohnhäuser errichten, und König D. Manuel I. ließ hier im 16. Jahrhundert eine weitere Residenz und das Kloster Nossa Senhora da Serra bauen. Der Hochadel hatte hier bereits traditionell Jagdreviere. Die königliche Versammlung, die Cortes, wurde zwei Mal hierher einberufen. Erstmals von König D. João III. anlässlich der Vereidigung des Prinzen D. João, dem späteren Vater des Königs D. Sebastião, und ein zweites Mal durch den Kardinal und Übergangsregenten König D. Henrique I., um die Thronfolge nach dem folgenreichen Tode D. Sebastiãos zu beraten. Auch eine Reihe königlicher Feiern wurden hier abgehalten, darunter 1526 die Hochzeit der Prinzessin Isabella von Portugal mit Kaiser Karl V., und der portugiesische Teil der Hochzeitsfeier des spanischen Königs Philipp II. mit Maria von Portugal im Jahr 1543.
Nachdem die Könige Almeirim häufig im Winter aufsuchten, wurde der Ort auch als Sommerfrische geschätzt, etwa von Literaten wie Garcia de Resende oder auch Gil Vicente, der im Rathaus von Almeirim einige seiner Stücke aufführte.
Die bisherige Kleinstadt (Vila) Almeirim wurde 1991 zur Stadt (Cidade) erhoben.

## Verwaltung

### Der Kreis
Almeirim ist Verwaltungssitz eines gleichnamigen Kreises (Concelho) im Distrikt Santarém. Am 19. April 2021 hatte der Kreis 22.012 Einwohner auf einer Fläche von 222,1 km².
Die Nachbarkreise sind (im Uhrzeigersinn im Norden beginnend): Alpiarça, Chamusca, Coruche, Salvaterra de Magos, Cartaxo sowie Santarém.
Die folgenden Gemeinden (Freguesias) liegen im Kreis Almeirim:

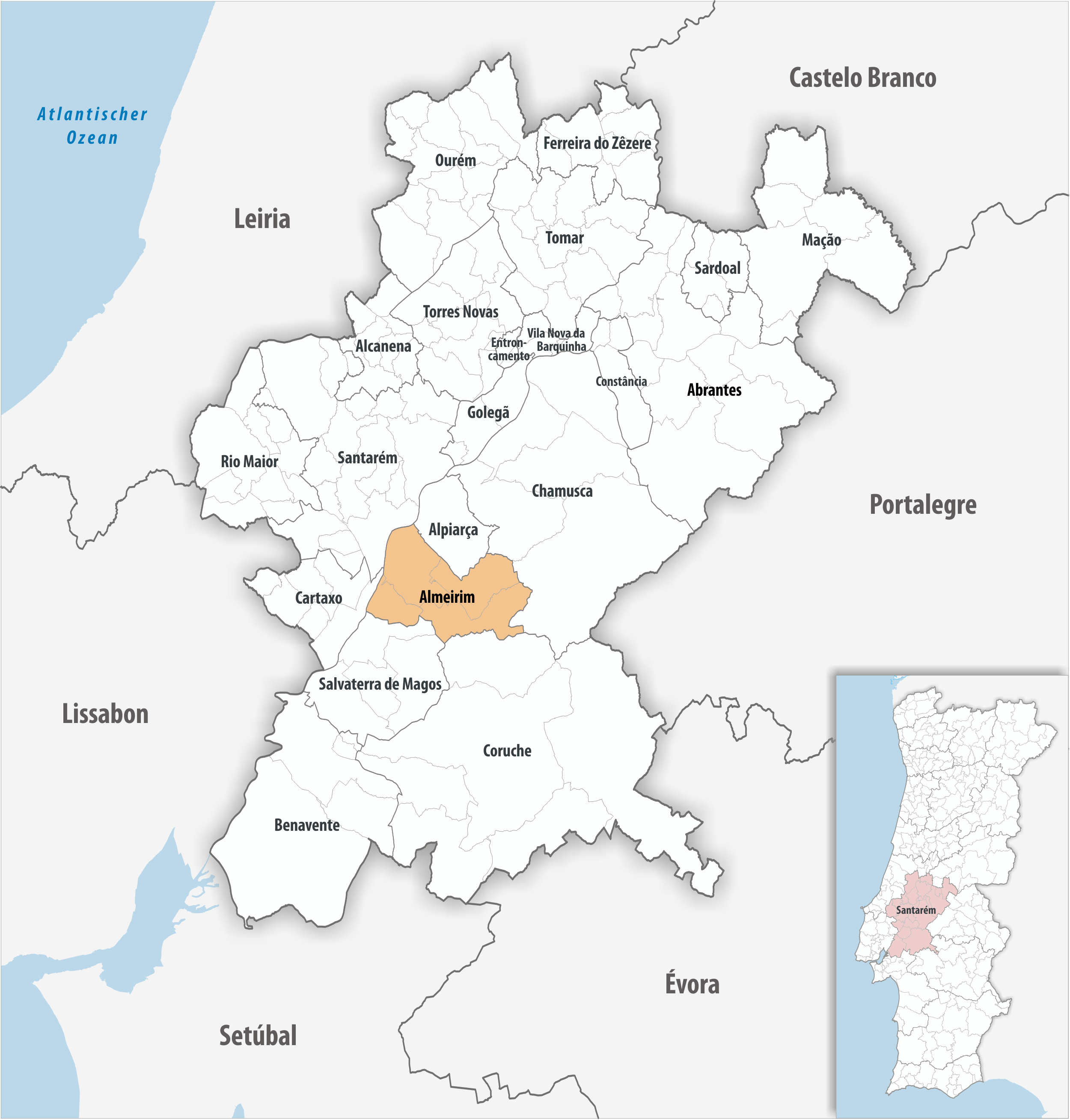
Kreis Almeirim

| Gemeinde             | Einwohner (2021) | Fläche km² | Dichte Einw./km² | LAU- Code |
| -------------------- | ---------------- | ---------- | ---------------- | --------- |
| Almeirim             | 12.368           | 69,13      | 179              | 140301    |
| Benfica do Ribatejo  | 2.795            | 29,27      | 95               | 140302    |
| Fazendas de Almeirim | 6.352            | 58,30      | 109              | 140303    |
| Raposa               | 497              | 65,42      | 8                | 140304    |
| Kreis Almeirim       | 22.012           | 222,12     | 99               | 1403      |

### Bevölkerungsentwicklung
| Bevölkerungsentwicklung Kreis Almeirim (1801–2011) | Bevölkerungsentwicklung Kreis Almeirim (1801–2011) | Bevölkerungsentwicklung Kreis Almeirim (1801–2011) | Bevölkerungsentwicklung Kreis Almeirim (1801–2011) | Bevölkerungsentwicklung Kreis Almeirim (1801–2011) | Bevölkerungsentwicklung Kreis Almeirim (1801–2011) | Bevölkerungsentwicklung Kreis Almeirim (1801–2011) | Bevölkerungsentwicklung Kreis Almeirim (1801–2011) | Bevölkerungsentwicklung Kreis Almeirim (1801–2011) | Bevölkerungsentwicklung Kreis Almeirim (1801–2011) |
| -------------------------------------------------- | -------------------------------------------------- | -------------------------------------------------- | -------------------------------------------------- | -------------------------------------------------- | -------------------------------------------------- | -------------------------------------------------- | -------------------------------------------------- | -------------------------------------------------- | -------------------------------------------------- |
| 1801                                               | 1849                                               | 1900                                               | 1930                                               | 1960                                               | 1981                                               | 1991                                               | 2001                                               | 2004                                               | 2011                                               |
| 1.318                                              | 4.602                                              | 13.688                                             | 12.808                                             | 18.011                                             | 21.154                                             | 21.380                                             | 21.957                                             | 22.617                                             | 23.403                                             |

### Kommunaler Feiertag
- Christi Himmelfahrt

## Verkehr
Almeirim ist über die Nationalstraße N114 und die Ponte D. Luís I über den Tejo mit der 8 km nördlich liegenden Distrikthauptstadt Santarém verbunden. Dort ist auch der nächstgelegene Eisenbahnanschluss an die Linha do Norte. Die südlich von Marateca kommende Autobahn A13 und die 2000 eröffnete Ponte Salgueiro Maia verbinden den Ort mit dem Autobahnnetz des Landes.
Die Stadt ist in das landesweite Fernbusnetz u. a. der Rede Expressos eingebunden.
Die städtische Transportgesellschaft TUA - Transportes Urbanos de Almeirim unterhält eine Buslinie, die täglich von 8:00 bis 19:00 (Sonntag von 8:00 bis 14:00) die Innenstadt auf einer Rundstrecke im Halbstundentakt abfährt. Private Busunternehmen stellen den weiteren, regional eingebundenen öffentlichen Personennahverkehr.

## Die Steinsuppe
- Sopa da pedra (dt: „Steinsuppe“)[7]

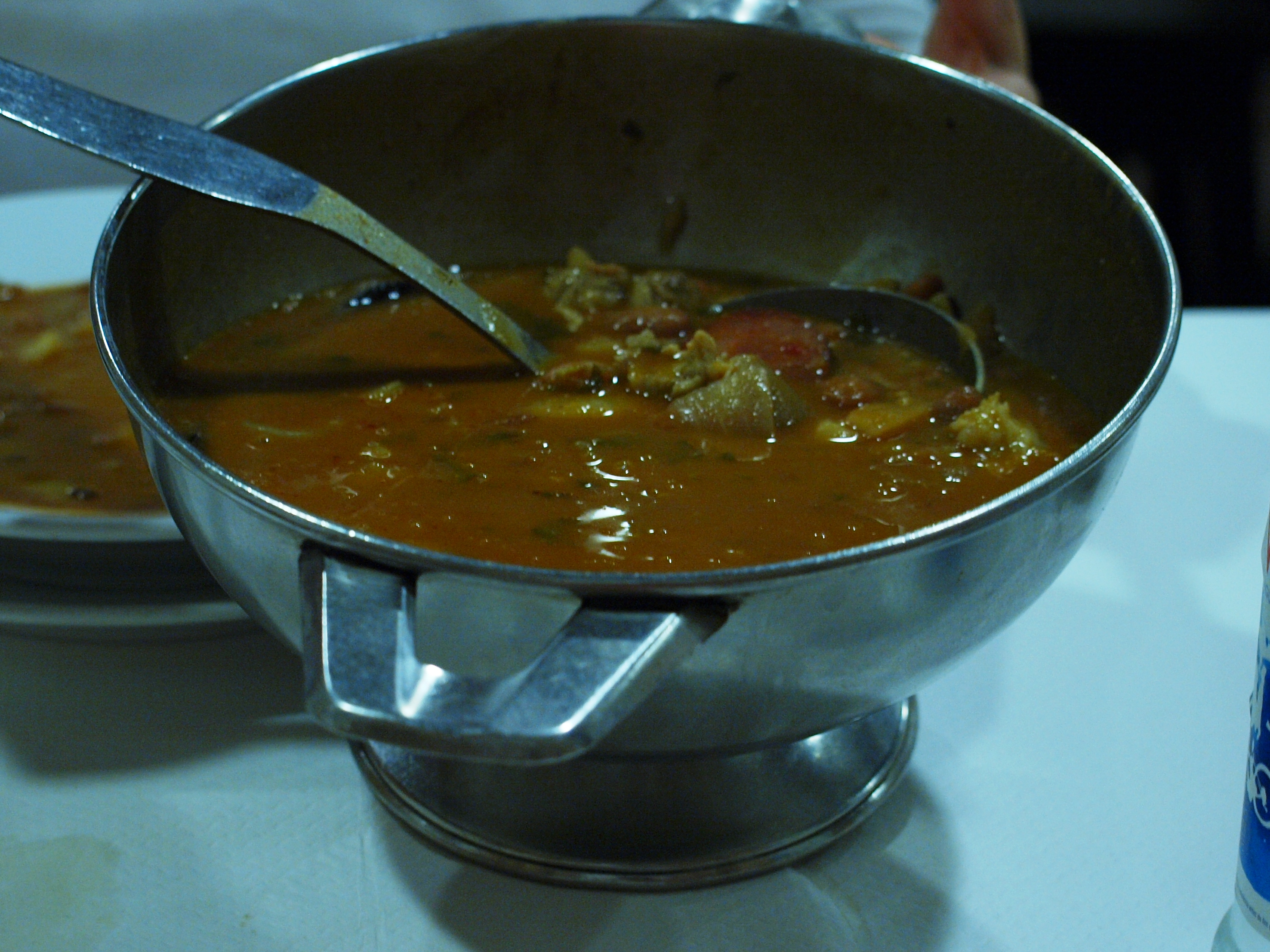
Die Steinsuppe, Sopa da Pedra

Der Name dieser Suppe geht auf den Schwank von der Kieselsteinsuppe zurück, den es in mehreren Versionen gibt. Die Grundidee: Ein Mönch ist sehr hungrig, hat aber nichts mehr zu essen, lediglich einen Topf. Da niemand ihm zu essen geben will, erzählt er, dann wolle er eben Steinsuppe kochen. Er füllt den Topf mit Wasser, legt einen Stein hinein und setzt ihn aufs Feuer. Als das Wasser kocht, erklärt er, man könne den Geschmack noch durch etwas Salz verbessern. Einer der Neugierigen bringt es; dann erklärt der Arme, dass nacheinander auch Karotten, Kohl, Kartoffeln, eine Wurst usw. jeweils den Geschmack weiter verbessern würden. Diese Zutaten werden ihm nacheinander gebracht, so dass er schließlich eine komplette, wohlschmeckende und nahrhafte Suppe essen kann, bei der die Grundzutat, der Stein, am Ende übrig bleibt für eine neue „Steinsuppe“.

## Söhne und Töchter der Stadt
- Ferdinand von Portugal (1433–1470), zweiter Sohn des Königs D. Duarte, Militär und Seefahrer, 2. Graf von Viseu
- Eduard von Portugal (1541–1576), Enkel des Königs D. Manuel I, 5. Herzog von Guimarães
- Ernesto Júlio de Carvalho e Vasconcelos (1852–1930), Vizeadmiral, Freimaurer, Geograph und Historiker
- Moita Macedo (1930–1983), Maler
- Custódio Castelo (* 1966), Komponist, bekannter Spieler der Portugiesischen Gitarre
- Cristina Branco (* 1972), Fadosängerin
- Daniel Bragança (* 1999), Fußballspieler

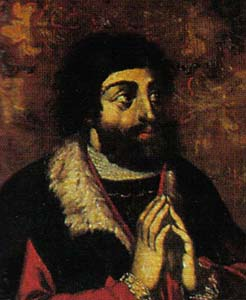
Ferdinand von Portugal, 2. Graf von Viseu
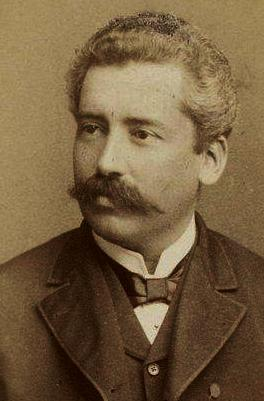
Ernesto Júlio de Carvalho e Vasconcelos
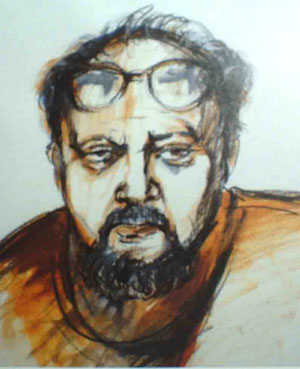
Moita Macedo
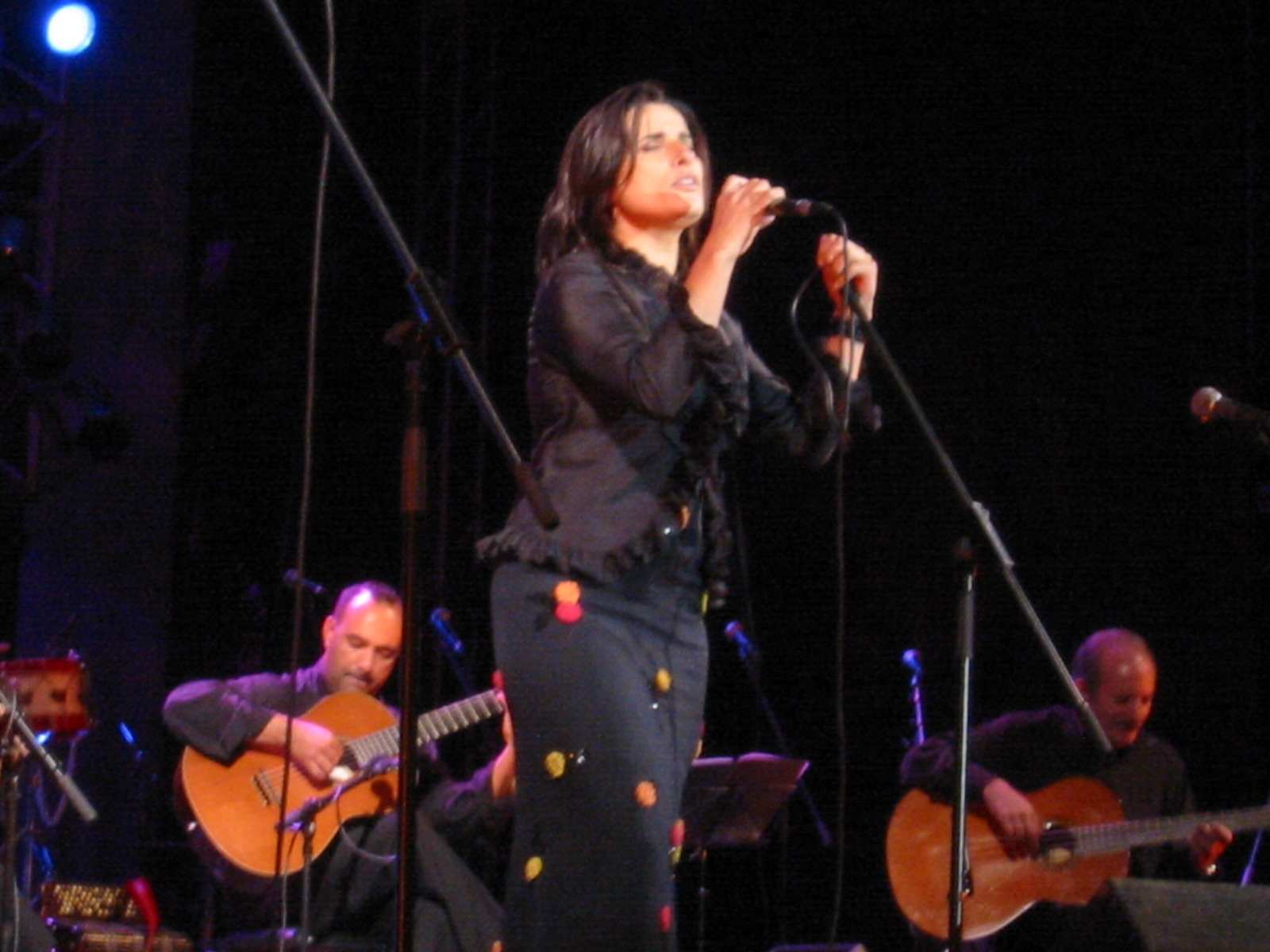
Cristina Branco beim Weltmusikfestival Sines 2005